# Selección de fútbol de Burundi
La selección de fútbol de Burundi es el equipo representativo del país en las competiciones oficiales. Su organización está a cargo de la Federación de Fútbol de Burundi, perteneciente a la CAF.

## Historia
La selección de fútbol de Burundi disputó su primer partido ante Uganda el 9 de octubre de 1964 siendo el resultado una derrota de 7-5. En 1971 fue creada la Federación de Fútbol de Burundi. El primer partido de Burundi en una competencia fue un partido de clasificación para la Copa Africana de Naciones de 1976 contra Somalia, que terminó con una victoria por 2-0. Luego de una derrota por 1-0 en el partido de vuelta, Burundi se clasificó para enfrentarse a Egipto en la siguiente ronda, donde perdió 5-0 en el global y fue eliminado. Pasarían diecisiete años antes de que Burundi jugara otro partido de clasificación para la AFCON. En sus primeros veinte años, Burundi jugó en veinte partidos y logró 6 victorias, 2 empates y 12 derrotas.
En 1992, Burundi ingresó a las rondas de clasificación para la Copa Mundial de Fútbol de la FIFA por primera vez, pero fue eliminado en la primera ronda luego de una victoria (1-0 contra Ghana), un empate (0-0 contra Argelia) y dos derrotas en la invierta los accesorios para terminar en la parte inferior del grupo. Burundi luego terminó en la cima conjunta en su grupo de clasificación para la Copa Africana de Naciones de 1994, sin embargo, perdió su partido de repesca contra Guinea por penaltis. Debido a la Guerra Civil de Burundi, Burundi se retiró de las eliminatorias de la AFCON de 1996 y 1998 y, a pesar de vencer a Sierra Leona por 2-0 en el global y clasificarse para la ronda final de la clasificación para la Copa Mundial de Fútbol de 1998, se retiró nuevamente.
Luego de retiradas sucesivas de las eliminatorias de AFCON, Burundi regresó para la competencia de 2000, venciendo a Tanzania en las rondas preliminares antes de terminar tercero en su grupo detrás de Burkina Faso y Senegal. En las eliminatorias de 2002, Burundi avanzó nuevamente a la fase de grupos de clasificación al vencer a Yibuti por (4-1), pero terminó último en su grupo con solo dos puntos. En 2004, Burundi se desempeñó aún peor, sin acumular puntos y terminando último detrás de Sudáfrica y Costa de Marfil. En 2008, Burundi terminó a cinco puntos del líder, Egipto.y no pasó a la siguiente ronda. En 2012, Burundi estaba aún más a la deriva, terminando trece puntos por detrás de los ganadores de grupo, Costa de Marfil. Para las eliminatorias de 2013, Burundi no pudo avanzar debido a los goles a domicilio contra Zimbabue (2-2), y en 2015 perdió ante Botsuana (1-0).
Burundi no participó en el proceso de clasificación de 2002, pero volvió a ingresar en 2006, solo para ser eliminado por Gabón en la primera ronda (4-1). En 2010, Burundi logró dos victorias, ambas ante Seychelles pero no logró pasar por detrás de Burkina Faso y Túnez. Las eliminatorias de 2006 y 2010 sirvieron como clasificación para la Copa Mundial de Fútbol y la Copa Africana de Naciones. El siguiente ciclo de clasificación, Burundi fue eliminado por Lesoto en la primera ronda (3-2).
Después de caer en la segunda ronda de clasificación para la Copa Mundial de Fútbol de 2018 contra RD Congo, Burundi se centró en convencer a Gaël Bigirimana y Saido Berahino para que vinieran a jugar con la selección, ambos jugando en Europa (para Hibernian y Stoke City respectivamente). Ambos jugadores estuvieron de acuerdo y Berahino anotó en su debut para que el equipo empatara 1-1 contra Gabón. En marzo de 2019, en el último partido de la fase de grupos, Burundi jugó un partido decisivo contra Gabón y solo necesitaba un punto para clasificarse. El partido terminó en empate (1-1), con gol de Cédric Amissi así Burundi ganó su primera oportunidad de jugar la Copa Africana de Naciones. Burundi perdió sus tres partidos en la Copa Africana de Naciones 2019 y no logró registrar un solo gol.

## Estadísticas

### Copa Mundial de Fútbol
| Copa Mundial de Fútbol | Copa Mundial de Fútbol  | Copa Mundial de Fútbol  | Copa Mundial de Fútbol  | Copa Mundial de Fútbol  | Copa Mundial de Fútbol  | Copa Mundial de Fútbol  | Copa Mundial de Fútbol  |
| Año                    | Ronda                   | J                       | G                       | E                       | P                       | GF                      | GC                      |
| ---------------------- | ----------------------- | ----------------------- | ----------------------- | ----------------------- | ----------------------- | ----------------------- | ----------------------- |
| 1930 - 1962            | No existía la selección | No existía la selección | No existía la selección | No existía la selección | No existía la selección | No existía la selección | No existía la selección |
| 1966 - 1990            | No participó            | No participó            | No participó            | No participó            | No participó            | No participó            | No participó            |
| 1994                   | No clasificó            | No clasificó            | No clasificó            | No clasificó            | No clasificó            | No clasificó            | No clasificó            |
| 1998                   | Se retiró               | Se retiró               | Se retiró               | Se retiró               | Se retiró               | Se retiró               | Se retiró               |
| 2002                   | Se retiró               | Se retiró               | Se retiró               | Se retiró               | Se retiró               | Se retiró               | Se retiró               |
| 2006                   | No clasificó            | No clasificó            | No clasificó            | No clasificó            | No clasificó            | No clasificó            | No clasificó            |
| 2010                   | No clasificó            | No clasificó            | No clasificó            | No clasificó            | No clasificó            | No clasificó            | No clasificó            |
| 2014                   | No clasificó            | No clasificó            | No clasificó            | No clasificó            | No clasificó            | No clasificó            | No clasificó            |
| 2018                   | No clasificó            | No clasificó            | No clasificó            | No clasificó            | No clasificó            | No clasificó            | No clasificó            |
| 2022                   | No clasificó            | No clasificó            | No clasificó            | No clasificó            | No clasificó            | No clasificó            | No clasificó            |
| 2026                   | Por disputarse          | Por disputarse          | Por disputarse          | Por disputarse          | Por disputarse          | Por disputarse          | Por disputarse          |
| 2030                   | Por disputarse          | Por disputarse          | Por disputarse          | Por disputarse          | Por disputarse          | Por disputarse          | Por disputarse          |
| 2034                   | Por disputarse          | Por disputarse          | Por disputarse          | Por disputarse          | Por disputarse          | Por disputarse          | Por disputarse          |
| Total                  | 0/22                    | -                       | -                       | -                       | -                       | -                       | -                       |

### Copa Africana de Naciones
| Copa Africana de Naciones | Copa Africana de Naciones | Copa Africana de Naciones | Copa Africana de Naciones | Copa Africana de Naciones | Copa Africana de Naciones | Copa Africana de Naciones | Copa Africana de Naciones |
| Año                       | Ronda                     | J                         | G                         | E                         | P                         | GF                        | GC                        |
| ------------------------- | ------------------------- | ------------------------- | ------------------------- | ------------------------- | ------------------------- | ------------------------- | ------------------------- |
| 1957 - 1962               | No existía la selección   | No existía la selección   | No existía la selección   | No existía la selección   | No existía la selección   | No existía la selección   | No existía la selección   |
| 1963 - 1974               | No participó              | No participó              | No participó              | No participó              | No participó              | No participó              | No participó              |
| 1976                      | No clasificó              | No clasificó              | No clasificó              | No clasificó              | No clasificó              | No clasificó              | No clasificó              |
| 1978                      | No participó              | No participó              | No participó              | No participó              | No participó              | No participó              | No participó              |
| 1980                      | Se retiró                 | Se retiró                 | Se retiró                 | Se retiró                 | Se retiró                 | Se retiró                 | Se retiró                 |
| 1982                      | No participó              | No participó              | No participó              | No participó              | No participó              | No participó              | No participó              |
| 1984                      | No participó              | No participó              | No participó              | No participó              | No participó              | No participó              | No participó              |
| 1986                      | No participó              | No participó              | No participó              | No participó              | No participó              | No participó              | No participó              |
| 1988                      | No participó              | No participó              | No participó              | No participó              | No participó              | No participó              | No participó              |
| 1990                      | No participó              | No participó              | No participó              | No participó              | No participó              | No participó              | No participó              |
| 1992                      | No participó              | No participó              | No participó              | No participó              | No participó              | No participó              | No participó              |
| 1994                      | No clasificó              | No clasificó              | No clasificó              | No clasificó              | No clasificó              | No clasificó              | No clasificó              |
| 1996                      | No participó              | No participó              | No participó              | No participó              | No participó              | No participó              | No participó              |
| 1998                      | Se retiró                 | Se retiró                 | Se retiró                 | Se retiró                 | Se retiró                 | Se retiró                 | Se retiró                 |
| 2000                      | No clasificó              | No clasificó              | No clasificó              | No clasificó              | No clasificó              | No clasificó              | No clasificó              |
| 2002                      | No clasificó              | No clasificó              | No clasificó              | No clasificó              | No clasificó              | No clasificó              | No clasificó              |
| 2004                      | No clasificó              | No clasificó              | No clasificó              | No clasificó              | No clasificó              | No clasificó              | No clasificó              |
| 2006                      | No clasificó              | No clasificó              | No clasificó              | No clasificó              | No clasificó              | No clasificó              | No clasificó              |
| 2008                      | No clasificó              | No clasificó              | No clasificó              | No clasificó              | No clasificó              | No clasificó              | No clasificó              |
| 2010                      | No clasificó              | No clasificó              | No clasificó              | No clasificó              | No clasificó              | No clasificó              | No clasificó              |
| 2012                      | No clasificó              | No clasificó              | No clasificó              | No clasificó              | No clasificó              | No clasificó              | No clasificó              |
| 2013                      | No clasificó              | No clasificó              | No clasificó              | No clasificó              | No clasificó              | No clasificó              | No clasificó              |
| 2015                      | No clasificó              | No clasificó              | No clasificó              | No clasificó              | No clasificó              | No clasificó              | No clasificó              |
| 2017                      | No clasificó              | No clasificó              | No clasificó              | No clasificó              | No clasificó              | No clasificó              | No clasificó              |
| 2019                      | Fase de grupos            | 3                         | 0                         | 0                         | 3                         | 0                         | 4                         |
| 2021                      | No clasificó              | No clasificó              | No clasificó              | No clasificó              | No clasificó              | No clasificó              | No clasificó              |
| 2023                      | No clasificó              | No clasificó              | No clasificó              | No clasificó              | No clasificó              | No clasificó              | No clasificó              |
| 2025                      | No clasificó              | No clasificó              | No clasificó              | No clasificó              | No clasificó              | No clasificó              | No clasificó              |
| 2027                      | Por definir               | Por definir               | Por definir               | Por definir               | Por definir               | Por definir               | Por definir               |
| Total                     | 1/35                      | 3                         | 0                         | 0                         | 3                         | 0                         | 4                         |

## Selección local

### Campeonato Africano de Naciones
| Campeonato Africano de Naciones | Campeonato Africano de Naciones | Campeonato Africano de Naciones | Campeonato Africano de Naciones | Campeonato Africano de Naciones | Campeonato Africano de Naciones | Campeonato Africano de Naciones | Campeonato Africano de Naciones |
| Año                             | Ronda                           | J                               | G                               | E                               | P                               | GF                              | GC                              |
| ------------------------------- | ------------------------------- | ------------------------------- | ------------------------------- | ------------------------------- | ------------------------------- | ------------------------------- | ------------------------------- |
| 2009                            | No clasificó                    | No clasificó                    | No clasificó                    | No clasificó                    | No clasificó                    | No clasificó                    | No clasificó                    |
| 2011                            | No clasificó                    | No clasificó                    | No clasificó                    | No clasificó                    | No clasificó                    | No clasificó                    | No clasificó                    |
| 2014                            | Fase de grupos                  | 3                               | 1                               | 1                               | 1                               | 4                               | 4                               |
| 2016                            | No clasificó                    | No clasificó                    | No clasificó                    | No clasificó                    | No clasificó                    | No clasificó                    | No clasificó                    |
| 2018                            | No clasificó                    | No clasificó                    | No clasificó                    | No clasificó                    | No clasificó                    | No clasificó                    | No clasificó                    |
| 2021                            | No clasificó                    | No clasificó                    | No clasificó                    | No clasificó                    | No clasificó                    | No clasificó                    | No clasificó                    |
| 2023                            | No clasificó                    | No clasificó                    | No clasificó                    | No clasificó                    | No clasificó                    | No clasificó                    | No clasificó                    |
| 2025                            | No clasificó                    | No clasificó                    | No clasificó                    | No clasificó                    | No clasificó                    | No clasificó                    | No clasificó                    |
| Total                           | 1/8                             | 3                               | 1                               | 1                               | 1                               | 4                               | 4                               |

## Últimos partidos y próximos encuentros
Actualizado al último partido jugado el 6 de junio de 2025
| Fecha      | Ciudad     | Local        | Resultado | Visitante       | Competición                            |
| ---------- | ---------- | ------------ | --------- | --------------- | -------------------------------------- |
| 09-09-2024 | Lilongüe   | Burundi      | 0:1       | Senegal         | Clas. Copa Africana de Naciones 2025   |
| 10-10-2024 | Abiyán     | Burkina Faso | 4:1       | Burundi         | Clas. Copa Africana de Naciones 2025   |
| 13-10-2024 | Abiyán     | Burundi      | 0:2       | Burkina Faso    | Clas. Copa Africana de Naciones 2025   |
| 14-11-2024 | Abiyán     | Burundi      | 0:0       | Malaui          | Clas. Copa Africana de Naciones 2025   |
| 19-11-2024 | Dakar      | Senegal      | 2:0       | Burundi         | Clas. Copa Africana de Naciones 2025   |
| 26-12-2024 | Kampala    | Uganda       | 1:0       | Burundi         | Clasificación Campeonato Africano 2025 |
| 29-12-2024 | Kampala    | Burundi      | 0:1       | Uganda          | Clasificación Campeonato Africano 2025 |
| 21-03-2025 | Mequinez   | Burundi      | 0:1       | Costa de Marfil | Clasificación Copa Mundial 2026        |
| 25-03-2025 | Mequinez   | Burundi      | 5:0       | Seychelles      | Clasificación Copa Mundial 2026        |
| 06-06-2025 | Berrechid  | Guinea-Bisáu | 0:1       | Burundi         | Partido amistoso                       |
| 10-06-2025 | Casablanca | Mauritania   | -:-       | Burundi         | Partido amistoso                       |

## Jugadores

### Última convocatoria
| No. | Pos. | Jugador                   | Fecha de nacimiento (edad)        | Apa. | Goles | Club                 |
| --- | ---- | ------------------------- | --------------------------------- | ---- | ----- | -------------------- |
|     | POR  | Fabien Mutombora          | 7 de abril de 1997 (28 años)      | 4    | 0     | Vipers               |
|     | POR  | Jonathan Nahimana         | 12 de diciembre de 1999 (25 años) | 28   | 0     | KMC                  |
|     | POR  | Justin Ndikumana          | 1 de marzo de 1993 (32 años)      | 4    | 0     | Bandari              |
|     | DEF  | Philip Oslev              | 27 de noviembre de 1994 (30 años) | 6    | 0     | AB                   |
|     | DEF  | Diamant Ramazani          | 18 de febrero de 1999 (26 años)   | 6    | 0     | Lokeren-Temse        |
|     | DEF  | Aime Vallance Nihorimbere | 11 de enero de 2000 (25 años)     | 0    | 0     | Mikkelin Palloilijat |
|     | DEF  | Eric Ndizeye              | 22 de agosto de 1999 (25 años)    | 13   | 0     | Muzinga              |
|     | DEF  | Marco Weymans             | 9 de julio de 1997 (27 años)      | 7    | 0     | Östersunds           |
|     | DEF  | Bienvenue Kanakimana      | 28 de diciembre de 1999 (25 años) | 5    | 0     | MFK Vyškov           |
|     | DEF  | Omar Moussa               | 30 de agosto de 1997 (27 años)    | 19   | 0     | Police               |
|     | MED  | Stève Nzigamasabo         | 10 de diciembre de 1990 (34 años) | 19   | 1     | Namungo              |
|     | MED  | Christophe Nduwarugira    | 22 de junio de 1994 (30 años)     | 37   | 7     | Leixões              |
|     | MED  | Jospin Nshimirimana       | 12 de diciembre de 2001 (23 años) | 6    | 8     | Yeni Malatyaspor     |
|     | MED  | Ismail Nshimirimana       | 1 de enero de 2000 (25 años)      | 4    | 0     | Rukinzo              |
|     | MED  | Trésor Mossi              | 28 de agosto de 2001 (23 años)    | 0    | 0     | K.V.C. Westerlo      |
|     | MED  | Youssouf Ndayishimiye     | 27 de octubre de 1998 (26 años)   | 17   | 1     | İstanbul Başakşehir  |
|     | MED  | Gaël Bigirimana           | 22 de octubre de 1993 (31 años)   | 19   | 0     | Glentoran            |
|     | DEL  | Jordi Liongola            | 17 de mayo de 2000 (25 años)      | 2    | 0     | Lierse Kempenzonen   |
|     | DEL  | Mohamed Amissi            | 3 de agosto de 2000 (24 años)     | 15   | 0     | Heracles Almelo      |
|     | DEL  | Saido Berahino            | 4 de agosto de 1993 (31 años)     | 15   | 1     | Sheffield Wednesday  |
|     | DEL  | Bonfils-Caleb Bimenyimana | 21 de noviembre de 1997 (27 años) | 16   | 3     | Kaisar               |
|     | DEL  | Fiston Abdul Razak        | 9 de mayo de 1993 (32 años)       | 49   | 19    | Olympique Khouribga  |
|     | DEL  | Cédric Amissi             | 20 de marzo de 1990 (35 años)     | 52   | 10    | Al-Taawoun           |
|     | DEL  | Abedi Bigirimana          | 1 de enero de 2002 (23 años)      | 6    | 0     | Rukinzo              |
|     | DEL  | Blaise Bigirimana         | 4 de noviembre de 1998 (26 años)  | 8    | 3     | Namungo              |

## Entrenadores
- Nikolai Efimov (1964-1992)
- Baudouin Ribakare (1992)
- Aleksandr Rakitsky (1993–1996)[2]
- Baudouin Ribakare (1997–2004)
- Adel Amrouche (2007–2012)[3][4][5]
- Lofty Naseem (2012–2014)[5]
- Rainer Willfeld (2013–2014)[6]
- Ahcene Aït-Abdelmalek (2015–2016)[7][8]
- Olivier Niyungeko (2016–2019)
- Joslin Bipfubsa (2020)
- Jimmy Ndayizeye (2020-2022)
- Etienne Ndayiragije (2023-2024)
- Patrick Sangwa (2024-)